# Григорий Зиновиев
Григорий Евсеевич Зиновиев (11(23) септември 1883 – 25 август 1936), известен и като Евсей и Овсей, второ име Герш, Гершен, Гершон и Гирш, бащино име Аронович (в литературата си използва фамилията Радомилски) е болшевишки революционер и съветски политически, и държавен деец. Един от членовете на първото Политбюро, дългогодишен глава на Комунистическия интернационал. След смъртта на Ленин, заедно със Сталин и Каменев, създават тройка („триумвират“) и управляват партията, но това не продължава дълго. Изключен е три пъти от КПСС (в 1927 г., 1932 г. и 1934 г.). Осъден на смърт на Първия московски процес и разстрелян. Посмъртно, през 1988 г. е реабилитиран.

## Преди революцията
Зиновиев е роден в Елисаветград (дн. Кропивницки, Украйна, носи и името му от 1923 до 1935 г. – Зиновиевск) в еврейско семейство. Баща му – Аарон Радомилски е собственик на млечна ферма. Родителите му го учат вкъщи, а после изучава философия, история, изкуство. През ранните си години използва фамилията Apfelbaum и Радомисловски. По-късно става известен с името Зиновиев.
Участва в революционните движения през 1901 г. и тогава се включва в РСДРП. Полицията го преследва за организиране на стачки работниците в Новорусия. Следващата година отива в Берлин, а после и в Париж и Берн, където през 1903 г. се запознава с Ленин. Стават близки приятели и Зиновиев по-късно става негов постоянен представител на европейските социалистически организации. На II конгрес на РСДРП поддържа ленинските идеи за болшевизъм и по-късно ги разпространява в дн. Украйна.
През 1904 г. му се налага да напусне Руската империя поради заболяване. Скоро влиза в Химическия факултет към Университета на Берн, но го напуска, за да участва в революцията от 1905 -1907 г. Заради появата на нови атаки той се завръща в Берн, след което влиза в Юридическия факултет. Малко по-късно през март 1906 г. отново е в Санкт Петербург. На V конгрес на партията в Лондон е избран за член на Централния комитет (той получава най-много гласове, след Ленин). Той става един от редакторите тайно публикуващи във в. „Социалдемократ“ и в. „Напред“. През 1908 г. той е арестуван, но освободен след 3 месеца поради заболяване, а след това отново емигрира, заедно с Ленин, на територията на австрийската Галиция.

## По време нареволюцията
Първите 3 години от Първата световна война прекарва в Швейцария. Малко след Февруарската революция, на 3 април Зиновиев, втората му жена Злата Лилина и синът им Стефан, както и първата му жена Сарра Равич, се връщат в Русия заедно с Ленин в запечатан влак. След Юлските дни се крие с Ленин близо до ез. Разлив. На партийното гласуване на 10(23) октомври само той и Каменев са против въоръжената революция и премахването на Временното правителство. Своето мнение поместват в отворено писмо, което вбесило Ленин, той ги смятал за предатели и предложил да бъдат отстранени от партията. ЦК преценява, че това е твърде строго. По-късно, своето несъгласие с решението на другарите си Ленин споменава в своя „Завет“: „октомврийският епизод на Зиновиев и Каменев, разбира се, не бе случаен.“
Малко след началото на революцията, на 29 октомври Всерусийският изпълнителен комитет по железниците, Викжел, заплашва със стачка, ако болшевиките не си разделят властта с другите социалистически партии – есерите и меншевиките. Каменев, Зиновиев, Виктор Ногин, Алексей Риков започват преговори между тях и ЦК, но анти-болшевиците падат бързо близо до Петроград, позволявайки на Ленин и Троцки да убедят ЦК да спре с преговарянето.

## По време награжданската война
Зиновиев поставя под остра критика червения терор на Ленин. Води защитата на града срещу бялата армия на Юденич и де факто е един от създателите на червената армия. Троцки се изразява за него като посредствен, но това може да е заради проблемите с железничарите. Григорий също така се опълчва на ленинския избор за преместване на столица от Петроград в Москва.
След като се съгласява с подписването на Брест-Литовския мирен договор Зиновиев отново влиза в Съвета на народните комисари и за пореден път е избран за член на Централния комитет на VII конгрес на партията на 8 март 1918 г. Той е бил поставен начело на Петроград (Санкт Петербург преди 1914 г. и от 91 до днес, Ленинград 1924 – 91) и регионално управление.
Някъде през 1918 г., когато Украйна е под германската окупация, равините на Одеса тържествено анатемосват Троцки, Зиновиев и други лидери еврейски болшевики в синагогата.
Той остава без право на глас от управляващата група в Политбюро когато е създадено след VIII конгрес на 25 март 1919 г. Той също така става председател на Изпълнителния комитет на Коминтерна, когато е създаден през март 1919 г. Той е в това си качество като председателства Конгреса на народите от изтока в Баку през септември 1920. Дава известната си четири часова реч на немски език на конгреса на Независимата социалдемократическа партия на Германия през октомври 1920 г. в Хале. На поста си остава чак до проблемите със Сталин и получава прякора „вожд на Коминтерна“. По време на председателството си на Изпълнителния комитет на Коминтерна насърчава фракционни кавги и за първи път въвежда термина „социален фашизъм“ по отношение на социалдемократическите страни от Западна Европа.
По думите на Сорокин, Зиновиев е „революционен диктатор“ и има неограничени права над Петроградска област и започва да извършва свой червен терор срещу интелигенцията и бившите дворяни. Интелигенцията го нарича „Гриша Трети“ (като първите са Григорий Отрепев и Григорий Распутин). В частност, с решението на Петроградски съвет през 1921 г. са били разстреляни членове на така наречената „Конспирация Таганцев“, включително и поетът Николай Гумильов, но не е известно кога и къде точно. В действителност, конспирацията е напълно изфабрикувана от органите на Петроградската ЧК.

## Партийни проблеми и смърт
Зиновиев и Каменев помагат Сталин да не изгуби позициите си в партията. Точно Зиновиев предлага в 1922 г. Сталин да бъде назначен за Генерален секретар на ЦК. Тримата образуват така наречената тройка. Имат спорове с Троцки още от около 1921 г. и сега се опитват да го отстранят от редиците си. На XIII конгрес на партията Зиновиев осъжда действията на Троцки и „Троцкизма“.
След като отношенията между него и Каменев западат, а Сталин придобива все по-голяма власт, тройката започва да се разпада. През октомври 1924 г. Троцки пише полемичното есе „Уроки Октября“(„Октомврийски уроци“), предговор към третия том на Събраните творби [на Троцки]. Там помества и информацията, че Каменев и Зиновиев не са желали въоръжена революция през 1917 г., което отприщва нови вътрешнопартийни проблеми. Двамата и последователите им обвиняват Троцки в многобройни грешки по времето на гражданската война. Сталин характеризира опитите на Троцки да припомни заслугите си в революцията като „арабски приказки“ и заявява, че участието му в революцията е легенда, разпространена от услужливи партийци, но не желае да бъде премахнат от партията (желанието на другите от тройката).
Сталин се съюзява с Николай Бухарин и Алексей Риков, срещу Каменев и Зиновиев, които били на страната на ленинската вдовица и Григорий Соколников. Двамата с Каменев решават да се изправят срещу новия си враг, като се съюзят със стария – Троцки. Сталин осъзнава, че това може доведе до проблеми за него и че Зиновиев знае много за методите му на работа. Сталин пише това до Молотов и после партийните му последователи обвиняват Зиновиев в използването на Коминтерна за лъжливи, измислени истории. Само с делегацията от Ленинград зад тях, Зиновиев и Каменев се оказват в малцинство и са разгромени.
Зиновиев е преизбран в Политбюро през 1928 г., но съюзникът му Каменев е понижен от пълноправен член на член без право на глас, а Соколников отпада изцяло. Сталин е имал повече от своите съюзници, избрани в Политбюро. След няколко седмици, на Конгреса Сталин изтръгва контрола на Ленинградската партийна организация и правителство от Зиновиев и го освобождава от всички регионални постове, оставяйки само Коминтерна като възможна сила за Зиновиев.
Също като Каменев е обвинен за съучастие в опозиционното формирование на марксистко-ленинистите на Рютин и е арестуван на 16 декември 1934 г. Осъден е на 4 години затвор. През това време той превежда творбата на Адолф Хитлер „Моята борба“. През август 1936 г. е отново под съд и на 24.8. е осъден на смърт, заедно с още 10-ина стари болшевики. Били се съгласили със Сталин да пледират, че са виновни, стига да не се стигне до екзекуция. Сталин се съгласява, но това явно бива само привидно. Зиновиев е разстрелян на 25 август 1936 г.
За изпълнението на присъдата има няколко истории – че моли за живота си, а Каменев му казва: „Спри, Григорий, да умрем с достойнство!“. Каквито и да са били обстоятелствата, Зиновиев оказва такава съпротива, че не е разстрелян на определеното място, а го тикат в близка килия и го разстрелват там.

## Семейство
Първата му жена – Сарра Наумовна Равич (1879 – 1957 г.), с псевдоним Олга е професионална революционерка и член на РСДРП от 1903 г. След смъртта на Моисей Урицкий изпълнява длъжността комисар на вътрешни дела в Северна област. Арестувана през 1934, 1937, 1946, 1951 г. (последно освободена през 1954 г.)
Втората му жена – Злата Ионовна Лилина (1882 – 1929 г.), с псевдоним Левина Зина е член на РСДРП от 1902 г., работи във в. „Правда“, в. „Звезда“ и в Петросовет (Петербургски съвет на работническите депутати). От нея има син – Стефан Григоревич Радомилски (1908 – 1937 г.), който се жени. Разстрелян е, а жена му е изпратена в изгнание.
Третата му жена – Евгения Яковлевна Ласман (1894 – 1985 г.). В заточение и в затвор от 1936 г. до 1954 г. Реабилитирана на 17 март 2006 г.